# Paweł Brzózka
Paweł Brzózka (ur. w listopadzie 1968 w Łodzi) – jeden z najbardziej utytułowanych polskich kulturystów. Wielokrotny Mistrz Polski, dwukrotny Mistrz Europy i trzykrotny Mistrz Świata w Kulturystyce w parze z Ewą Kryńską z 1993, 1999 i 2000 roku.

## Biogram[2]
Karierę kulturystyczną rozpoczął jako siedemnastolatek, wcześniej pasjonował się piłką nożną. Znaczny wpływ na zmianę jego zainteresowań miał Wiesław Czerski, kulturysta i trener tej dziedziny sportu, a jednocześnie przyjaciel rodziców Brzózki. Już po ośmiu miesiącach intensywnych treningów na siłowni, Paweł wystartował w swoich pierwszych zawodach − zmaganiach o tytuł "Najlepszego Kulturysty Klubu 'Raj'". Zajął w nich trzecie miejsce. Około półtora roku później ulokował się na tej samej pozycji podczas Mistrzostw Polski Juniorów, a następnie − w trzy i pół roku później − zwyciężył M. P. Juniorów i przeszedł do ligi seniorów.
W 1991 wywalczył brązowy medal mistrzostw świata (kat. 80 kg). W 1993 roku w Warszawie zdobył tytuł mistrza świata (w parach, z Ewą Kryńską). W 1996 został mistrzem Europy. Kilkukrotnie brał też udział w zawodach na szczeblu światowym.
Jest mężem Elżbiety Boreckiej. Obecnie mieszka w Myszkowie, gdzie prowadzi Fitness Klub Max Gym.

## Wybrane osiągnięcia[5]
| Zawody | Lokata |
| --- | ------ |
| European Amateur Championships 2004 − fed. IFBB, (kat. 95 kg) Budapeszt, Węgry                                   | 1.     |
| World Amateur Championships 2003 − fed. IFBB, kat. lekkociężka                                                   | 3.     |
| Mistrzostwa Świata w Kulturystyce i Fitness 2002 World Amateur Championships − fed. IFBB, kat. lekkociężka Egipt | 2.     |
| Mistrzostwa Świata Par w Kulturystyce i Fitness 2000 (w parze z Ewą Kryńską) Warszawa, Polska                    | 1.     |
| Mistrzostwo Świata w Kulturystyce i Fitness 1999 (w parze z Ewą Kryńską) Sydney, Australia                       | 1.     |
| Mistrzostwo Świata w Kulturystyce i Fitness 1999 (w parze z Ewą Kryńską) Polska                                  | 1.     |
| European Amateur Championships − fed. IFBB 1996 (kat. 90 kg) Konstanca, Rumunia                                  | 1.     |
| Mistrzostwa Świata Kobiet i Par w Fitness − fed. IFBB 1993 (w parze z Ewą Kryńską) Warszawa, Polska              | 1.     |